# 2e régiment mixte colonial
Pour les articles homonymes, voir 2e régiment.
Le 2e régiment mixte colonial est une unité de l'armée française.

## Création et différentes dénominations
- 1er octobre 1914 : 2e régiment mixte colonial ou 2e régiment colonial mixte

## Chefs de corps
- 1914 : commandant Pelletier

## Historique

### Première Guerre mondiale

#### Composition
- 1er bataillon colonial du Maroc - ex-7e bataillon d'infanterie coloniale du Maroc (commandant Sautel)
- 1er bataillon sénégalais d'Algérie (commandant Brochot)
- 3e bataillon sénégalais d'Algérie (commandant Frèrejean)

#### 1914
- 1er octobre : création du 2e régiment mixte colonial à Prunay (région de Reims)
- 22 octobre : embarquement à Mourmelon-le-Grand
- 24 octobre : débarquement à Saint-Pol
  - 1er bataillon colonial du Maroc affecté au 33e CA de la 10e armée
  - 1er bataillon sénégalais et 3e bataillon sénégalais rejoignent Ypres en Belgique
- 31 octobre - 1er bataillon colonial du Maroc en réserve de la 42e division (Grossetti) du 32e CA à Furnes
- 2 novembre : arrivée à Ypres du 1er Bataillon Colonial du Maroc en renfort de la brigade de fusiliers marins
- 3 au 8 novembre : première bataille d'Ypres
- 2 décembre : dissolution du 1er bataillon colonial du Maroc

## Sources et bibliographie
- Site Mémoire des hommes, Journal de marche des opérations du 7e bataillon d'infanterie coloniale du Maroc.